# 창선면
창선면(昌善面)은 대한민국 경상남도 남해군의 면이다. 창선면은 독립된 섬으로 32개 행정 마을로 이루어진 남해군에서는 가장 큰 면이다. 2003년 창선삼천포대교가 개통됨으로써 섬 속의 섬으로 관광 도시 남해군의 관문으로써의 역할을 하고 있다.

## 행정 구역
- 가인리(加人里)
- 동대리(東大里)
- 상신리(上新里)
- 상죽리(上竹里)
- 서대리(西大里)
- 옥천리(玉川里)
- 진동리(鎭洞里)
- 지족리(只族里)
- 율도리(栗島里)
- 오용리(五龍里)
- 수산리(水山里)
- 부윤리(富潤里)
- 대벽리(大碧里)
- 광천리(廣川里)
- 당저리(堂底里)
- 당항리(堂項里)

## 교육
| 학교명         | 소재지                          | 비고        |
| -------------- | ------------------------------- | ----------- |
| 창선초등학교   | 창선면 창선로97번길 16 (상죽리) |             |
| 동창선초등학교 | 창선면 연곡로 13 (오용리)       | 1999년 폐교 |
| 서창선초등학교 | 창선면 서부로 1058-18 (율도리)  | 1999년 폐교 |
| 북창선초등학교 | 창선면 서부로 1455-10 (대벽리)  | 1999년 폐교 |
| 광천초등학교   | 창선면 서부로 408 (광천리)      | 1999년 폐교 |
| 창선중학교     | 창선면 창선로 97-12 (상죽리)    |             |
| 창선고등학교   | 창선면 창선로 97-12 (상죽리)    |             |

## 문화재
- 남해 대방산 봉수대 (경상남도 기념물 제248호)

## 사건사고
- 1992년 7월 30일 오후 5시경, 경상남도 남해군 창선면, 삼동면에 위치한 남해 창선대교 붕괴사고